# 06/05
06/05 is een film van Theo van Gogh uit 2004 met in de hoofdrollen Thijs Römer en Tara Elders.
Het scenario van de film is een bewerking van het boek De zesde mei van Tomas Ross uit 2003, waarin feiten en fictie rond de moord op Pim Fortuyn worden vermengd. Het is de laatste voltooide film van Theo van Gogh.
Voor de financiering van deze film sloot Van Gogh een overeenkomst met Internetbedrijf Tiscali. Voor het eerst in Nederland beleefde een film de première voor het publiek op internet in december 2004, tegen betaling van 4,99 euro was het mogelijk de film te bekijken. In januari 2005 verscheen 06/05 in de bioscoop. In het openingsweekend kwamen 3000 mensen naar de bioscoop. In totaal kwamen er 12.029 bezoekers, terwijl de recette 77.939 euro was (bron: bezoekersstatistieken Nederlandse Film Producenten).

## Verhaal
Vlak bij het mediapark in Hilversum heeft fotograaf Jim de Booy een fotosessie met het soapsterretje Birgit. Als hij klaar is, wil Jim op zijn motor stappen. Als hij wil wegrijden ziet hij een ME-bus arriveren, maar voor hij meer kan opmerken wordt hij van zijn motor gereden door een witte Golf. Als hij overeind krabbelt hoort Jim pistoolschoten uit de richting van het mediapark. Snel rent hij in de richting van de schoten maar wordt tegengehouden door ME'ers die bij de bus bij de ingang van het park staan. Hij mag er niet in, zelfs niet met een perskaart. Later als hij thuis is hoort hij dat Pim Fortuyn, lijsttrekker van de LPF is vermoord. Jim gaat op zoek naar de witte Golf die zijn motor heeft beschadigd en trekt een tip hierover na. Die tip leidt hem naar een kanaal waaruit een witte Golf wordt getakeld, met een meer dood dan levende bestuurder nog achter het stuur. Een kennis helpt hem het kenteken na te trekken en het spoor leidt naar Wageningen waar een stichting zetelt die zich inzet voor het milieu. Volgens de buurvrouw is de boel gesloten omdat de moordenaar van Pim Fortuyn er werkte. Volgens de barman van de plaatselijke kroeg werkten er meer mensen waaronder een Turkse, Ayse Him, die net zestien maanden gevangen heeft gezeten wegens moord. Al snel blijkt de Booy op het spoor van een uiterst geraffineerd moordcomplot op Pim Fortuyn. De AIVD, de Nederlandse geheime dienst en JSF-lobbygroep blijken allemaal betrokken te zijn bij de moord op de politicus of wisten er op zijn minst van af.

## Rolverdeling
- Thijs Römer - Jim de Booy
- Tara Elders - Ayse Him
- Johnny de Mol - NRC redacteur
- Reinout Bussemaker - Volkert van der G
- Marcel Hensema - Wester
- Caro Lenssen - Marije de Booij
- Jack Wouterse - Van Dam
- Cahit Ölmez - Erdogan Demir
- Georgina Verbaan - Birgit Maas
- Marlies Heuer - Thera
- Tooske Ragas-Breugem - Stewardess
- Gijs Naber - Wouter Heemskerk

## Achtergrond
Theo van Gogh heeft de voltooide film nooit kunnen zien. Hij werd vermoord op 2 november 2004 voordat de film geheel afgewerkt was. 06-05 was Van Goghs toegankelijkste film, een spannend verhaal gebaseerd op echte gebeurtenissen. De regisseur was geen aanhanger van Pim Fortuyn, maar vond wel dat op 6 mei 2002 met de moord op de politicus de Nederlandse democratie ook werd vermoord.
De film is een mengeling van fictie en feiten en gespeelde scènes worden afgewisseld met televisiebeelden van Fortuyn en zijn politieke tegenstanders. Zo zien we de bekende televisiebeelden van Fortuyn en van zijn dood. De beelden met uitspraken als ‘at your service’, en ‘ik word minister-president’, maar ook het televisiedebat met Jeroen Pauw. Voor de rechten op authentieke televisiebeelden uit de periode waarin de film zich afspeelt lag Van Gogh in de clinch met onder andere de VARA. Die wilde geen materiaal uit Het Lagerhuis (een uitzending uit 1997) beschikbaar stellen waarin Marcel van Dam, Pim Fortuyn betitelde als een minderwaardig mens. Van Gogh zinspeelde er desondanks op dat hij de beelden toch in 06/05 zou gebruiken.

## Productie
Van Gogh maakte een speelfilm en geen documentaire. Hij probeerde echter wel, onder andere via televisiebeelden, een film te maken die verweven is met feiten.

## Ontvangst
De première van 06/05 vond op 12 december 2004 plaats, iets meer dan een maand na de moord op Theo van Gogh, op een locatie die een bijzondere rol speelt in de film: het nabij het Haagse Binnenhof gevestigde grand-café Dudok. De film zelf werd in december door Tiscali vertoond op internet, waar geïnteresseerde kijkers tegen betaling van 4,99 euro de film konden downloaden. Enkele duizenden internetgebruikers maakten van dit aanbod gebruik. Al snel werden er echter ook illegale kopieën via internet naar buiten gebracht. Tiscali ontkende dat dit van invloed was op de slechte opkomst in de bioscoop. Het aantal bezoekers (12.029) was in ieder geval geen reden om de film succesvol te noemen.

## Trivia
In het begin van de film rijdt de hoofdrolspeelster, Tara Elders, in een oude eend onder de trambrug in Nootdorp door (de Nootdorpboog), doch Pim Fortuyn werd op 6 mei 2002 vermoord, en toen bestond deze brug nog niet. De brug was in aanbouw en pas 7 november 2005 in gebruik genomen.
Oorspronkelijk wilde Van Gogh over de moord een film maken onder de titel Folkert & Volkert, met als releasedatum 6 mei 2003.